# Konotopy
Konotopy (ukr. Конотопи) – wieś na Ukrainie, w rejonie czerwonogrodzkim obwodu lwowskiego. Wieś liczyla 225 mieszkańców w 2023 roku. 
W roku 1440 nadana przez Kazimierza Andrzejowi z Opolska, staroście ruskiemu. W roku 1831 znaleziono kilkanaście sierpów kamiennych, które włościanie na skałki połamali.
W latach 30. XX w. do  szkoły powszechnej w Konotopach z polskim językiem wykładowym chodziła młodzież z Wazowa. Szkoła była drewniana, kryta dachówką w kolorze czerwonym. We wsi była również szkoła, w której uczono w języku ruskim.
W II Rzeczypospolitej do 1934 samodzielna gmina jednostkowa. Następnie należała do zbiorowej wiejskiej gminy Chorobrów w powiecie sokalskim w woj. lwowskim. 
W latach 1943–1944 nacjonaliści ukraińscy z OUN - UPA zamordowali tutaj 18 Polaków.
Po wojnie wieś weszła w skład powiatu hrubieszowskigo w woj. lubelskim. W 1951 roku wieś wraz z niemal całym obszarem gminy Chorobrów została przyłączona do Związku Radzieckiego w ramach umowy o zamianie granic z 1951 roku.